# El gran secreto (serie de televisión)
El Gran secreto (Le grand secret), serie TV (1989)
Miniserie de ciencia ficción política franco-español-alemana-canadiense en seis partes basada en la novela de René Barjavel. Intérpretes: Claude Rich, Louise Marleau, Peter Sattmann, Fernando Rey, Claude Jade, Paul Guers, Richard Münch, Leila Frechet, Fernando Guillén Cuervo, Juanjo Artero, Blanca Marsillach...
Después de que el investigador indio del cáncer Shri Bahanba hace un gran descubrimiento, recibe la visita de Indira Gandhi. Los jefes de Estado de todo el mundo son informados inmediatamente. Bahanba es dado por muerto tras un incendio en su laboratorio. Cuando un instituto de investigación del cáncer en París se incendia, el profesor Hamblain y su adjunto Roland Fournier también son dados por muertos. Un testigo del incendio del laboratorio en el que supuestamente murió Roland es el diplomático estadounidense Samuel Frend. Le cuenta a la amante de Roland, Jeanne Corbet, que los científicos de todo el mundo están desapareciendo y se les da por muertos. Pero fueron secuestrados. El generoso marido de Jeanne, Paul, mayor que ella, la apoya en la búsqueda, especialmente desde que Frend desaparece.
Más tarde, Jeanne encuentra a Frend junto con su esposa Suzan y su hijo Tommy en Caracas, donde el diplomático ha sido transferido. Pero cuando intenta visitarlos nuevamente al día siguiente, han desaparecido. Jeanne viaja alrededor del mundo durante catorce años. En la India conoce a Annie, la hija de Roland, pero ella también desaparece de repente sin dejar rastro. Sólo una llamada de la niña y el grito “¡Está vivo!” le dan a Jeanne la motivación para continuar la búsqueda de Roland. Durante su búsqueda, habla con la reina Isabel II y también investiga en Alemania.
Finalmente se entera de la muerte de Frend. Con la ayuda del autor investigador William Garrett, puede encontrar a Suzan Frend en Bennington, Vermont. Pero Suzan confirma que Samuel también está muerto, habiendo fallecido en un accidente automovilístico. Jeanne no tiene idea de que Suzan le está mintiendo. Suzan llama inmediatamente al hombre supuestamente muerto. Samuel Frend, como el “Coronel Bass”, lidera un proyecto en la Base 307. Y el presidente Ronald Reagan le permite ir a esta isla, siempre y cuando ella permita que la declaren muerta. Allí, Jeanne se reencuentra con Roland, quien, curiosamente, no ha envejecido ni un día desde su desaparición. En la isla secreta, que sólo conocen los jefes de Estado más importantes, también viven otros que se creían muertos...  
Intérpretes:
- Louise Marleau (Jeanne Corbet)
- Claude Rich (Samuel Frend)
- Peter Sattmann (Roland Fournier)
- Fernando Rey (Paul Corbet)
- Claude Jade (Suzanne Frend)
- Paul Guers (William Garrett)
- Richard Münch (Shri Bahanba)
- Alain Mottet (Hamblain)
- Leila Freichet (Annie)
- Fernando Guillén Cuervo (Han)
- Juan José Artero (Den)
- Blanca Marsillach (Mary)
- Annick Blancheteau (Lady Ogilvie)
- Martine Sarcey (Mme Fournier)
- Sophie Renoir (Mrs. Banerjee)
- Mariano Vidal Molina (Parrish)
- Fabián López Tapia (Bertin)
- Manuel Pereiro (Galdos)

- por TVE-1 a partir del 14.5. 1989.

- Datos: Q315830